# Takumi-kun Series 3: Bibō no Detail
Takumi-kun Series 3: Bibō no Detail (タクミくんシリーズ3「美貌のディテイル」 lit. El detalle de la belleza?) es la tercera película perteneciente a la franquicia de Takumi-kun Series, una serie de novelas ligeras de género shōnen-ai escritas por Shinobu Gotō. Fue dirigida por Kenji Yokoi y estrenada el 30 de enero de 2010. Una versión en DVD fue lanzada el 16 de junio de 2010.

## Argumento
Es el comienzo de un nuevo semestre y Takumi junto al resto de sus amigos ahora son estudiantes de tercer año. Takumi regresa a clases después de las vacaciones de primavera, pero descubre que ya no será compañero de cuarto de Gii, quien tras haber regresado de Nueva York se comporta de una manera extraña y le evita a propósito. Como si fuera poco, Gii ha sido elegido como administrador de los dormitorios y no solo su apariencia ha cambiado, sino que también su actitud hacia Takumi y los demás. Takumi, profundamente afectado por la actitud fría y antipática de la persona que supuestamente es su novio, también deberá lidiar con el súbito resurgimiento de su fobia al contacto humano. Takumi se sumerge en una serie de inseguridades y temores sobre su relación con Gii, especialmente después de conocer a su nuevo compañero de cuarto, Arata Misu.

## Reparto
- Kyōsuke Hamao como Takumi Hayama
- Daisuke Watanabe como Giichi "Gii" Saki
- Yukihiro Takiguchi como Shōzō Akaike
- Ryōma Baba como Arata Misu
- Bishin Kawasumi como Kanemitsu Shingyōji
- Mio Akaba como Toshihisa Katakura
- Yasuka Saitō como Masataka Nozawa

## Producción
La composición de la música estuvo a cargo de Kōji Endō. El tema utilizado para los créditos finales fue the otherside (versión HIR) de Nana Furetto. Al igual que en todas las películas anteriores, la filmación tuvo lugar en el hotel British Hills, en Iwase, prefectura de Fukushima.